# Guanacaste (provincie)
Guanacaste je jednou ze sedmi kostarických provincií. Leží na severozápadu země na hranici s Nikaraguou při pacifickém pobřeží. Je druhou největší provincií Kostariky a zároveň i nejchudší.
Tato provincie se skládá z 11 kantonů:
- Abangares (Las Juntas)
- Bagaces (Bagaces)
- Cañas (Cañas)
- Carrillo (Filadelfia)
- Hojancha (Hojancha)
- La Cruz (La Cruz)
- Liberia (Liberia)
- Nandayure (Carmona)
- Nicoya (Nicoya)
- Santa Cruz (Santa Cruz)
- Tilarán (Tilarán)